# San Pedro Seadogs FC
San Pedro Seadogs Football Club – nieistniejący już belizeński klub piłkarski z siedzibą w mieście San Pedro, w dystrykcie Belize, na wyspie Ambergris Caye. Funkcjonował w latach 2010–2012. Domowe mecze rozgrywał na obiekcie Ambergris Stadium.

## Historia
Klub został założony w 2010 roku i od razu przystąpił do najwyższej klasy rozgrywkowej. Nazwa klubu bywała również zapisywana jako San Pedro Sea Dogs. W lidze belizeńskiej spędził dziewięć miesięcy; po 9. kolejce sezonu 2010/2011 wycofał się z rozgrywek. W 2012 roku dołączył do nowo powstałej ligi Premier League of Belize, lecz po roku zrezygnował z występów w niej i zakończył działalność.

## Trenerzy
- Hugo Pineda (2010)